# Manothrix
Manothrix là chi thực vật có hoa trong họ Apocynaceae.